# Autoritat unitària
Una autoritat unitària (en anglès: Unitary authority) és un tipus d'autoritat responsable de totes les funcions del govern local dins de l'àrea que la mateixa cobreix, o que porta a terme funcions addicionals que en la major part del país són generalment realitzades pel govern nacional o per un govern subnacional de major nivell. Les autoritats unitàries típiques cobreixen àrees urbanes prou grans per funcionar independentment d'un comtat o un altre tipus d'administració regional. De vegades consisteixen d'entitats subnacionals que es distingeixen de les altres al seu país pel fet que dins de les primeres no existeix un nivell inferior d'administració, a diferència del que succeeix en les últimes.